# Phymaraphiniidae
Phymaraphiniidae é uma família de esponjas marinhas da ordem Lithistida.

## Gêneros
- Kaliapsis Bowerbank, 1869
- Lepidothenea de Laubenfels, 1936
- Rimella Schmidt, 1879